# Resolutie 1573 Veiligheidsraad Verenigde Naties
Resolutie 1573 van de Veiligheidsraad van de Verenigde Naties werd unaniem door de Veiligheidsraad van de Verenigde Naties aangenomen op 16 november 2004, en verlengde de vredesmissie in Oost-Timor een laatste maal met een half jaar.

## Achtergrond
Nadat Portugal zijn kolonies losgelaten had, werd Oost-Timor eind 1975 na een korte burgeroorlog onafhankelijk. Korte tijd later viel Indonesië het land binnen en brak een oorlog uit waarna Oost-Timor werd ingelijfd. In 1999 stemde Indonesië in met een volksraadpleging over meer autonomie of onafhankelijkheid waarop het merendeel van de bevolking voor de tweede optie koos.

## Inhoud
Het volk en de overheid van Oost-Timor werden geprezen voor de vrede en stabiliteit die ze hadden bereikt. Het land kon echter nog steeds niet in zijn eigen administratie, ordehandhaving en veiligheid voorzien.
Het mandaat van de UNMISET-vredesmissie werd voor de laatste keer met zes maanden verlengd, tot 20 mei 2005.
VN-ontwikkelings- en humanitaire agentschappen en internationale financiële instellingen werd gevraagd alvast de overgang van een vredesoperatie naar ontwikkelingsbijstand voor te bereiden.

## Verwante resoluties
- Resolutie 1480 Veiligheidsraad Verenigde Naties (2003)
- Resolutie 1543 Veiligheidsraad Verenigde Naties
- Resolutie 1599 Veiligheidsraad Verenigde Naties (2005)
- Resolutie 1677 Veiligheidsraad Verenigde Naties (2006)

Lijst ·  1522 ·  1523 ·  1524 ·  1525 ·  1526 ·  1527 ·  1528 ·  1529 ·  1530 ·  1531 ·  1532 ·  1533 ·  1534 ·  1535 ·  1536 ·  1537 ·  1538 ·  1539 ·  1540 ·  1541 ·  1542 ·  1543 ·  1544 ·  1545 ·  1546 ·  1547 ·  1548 ·  1549 ·  1550 ·  1551 ·  1552 ·  1553 ·  1554 ·  1555 ·  1556 ·  1557 ·  1558 ·  1559 ·  1560 ·  1561 ·  1562 ·  1563 ·  1564 ·  1565 ·  1566 ·  1567 ·  1568 ·  1569 ·  1570 ·  1571 ·  1572 ·  1573 ·  1574 ·  1575 ·  1576 ·  1577 ·  1578 ·  1579 ·  1580